# Friendly Fire (bog)
 Der er for få eller ingen kildehenvisninger i denne artikel, hvilket er et problem. Du kan hjælpe ved at angive troværdige kilder til de påstande, som fremføres i artiklen.

 For alternative betydninger, se Friendly Fire (flertydig). (Se også artikler, som begynder med Friendly Fire)
Kirsten Olstrup Seegers Friendly Fire er en biografi/erindringer om hendes far, Aage Olstrup.
Bogen bygger på de breve, Olstrup skrev på cigaretpapir og fik smuglet ud af Vestre Fængsel, hvor han sad i 1944. Olstrup var kaptajn i hæren og agent for britisk Secret Service. Han blev stukket af "venner" (deraf bogens titel), da han allerede var taget af Gestapo for en våbensag. Han kom til Frøslevlejren og derfra til Tyskland med den første transport til kz-lejrene. Han fik kun set sin nyfødte datter én gang. I 1944 i Vestre Fængsels tyske afdeling.
Det har været vanskeligt at få oplysninger om ham, både fordi han har haft held til at skjule meget af sin sin spionvirksomhed, og fordi England ikke åbner arkiver om MI6. Danske arkiver har været uoverskuelige, men en række øjenvidneberetninger om ham og kz-lejrene Neuengamme og Porta Westfalica (bl.a. af Charlie Rasmussen og Vincent Lind) giver tydeligt indtryk af, at selv de almindelige kz-lejre ikke var feriekolonier. Aage Olstrup døde af sult og udmattelse i Tyskland i februar 1945.
Bogen kommer ind på de store modsætningsforhold (friendly fire) i de to afdelinger af Secret Service i Danmark, de betydelige indbyggede ideologiske og personlige konflikter i den danske frihedskamp og tidens uhyggelige skødesløshed, den dårlige Security. Flammen og Citronen nævnes lige i en beretning, og der fortælles kort om den overraskende politiske udvikling i efterkrigstiden og det at vokse op uden far.
Friendly Fire udkom den 1. oktober 2008 på Bornholms Tidendes Forlag.
Beretningen har inspireret Sven Holm til novellen Bersærk, Fantastiske Fortællinger, DR 2006. Den og to andre er i 2011 indstillet til Danske Banks litteraturpris' kr. 300.000.